# GDF (формат)
GDF (англ. General Data Format for Biomedical Signals — общий формат данных для биомедицинских сигналов) — формат файла, используемый в медицине и биологии для универсального представления различных данных потоково-событийной природы.
Первоначальная спецификация (версия 1.0) была выпущена в 2005 году с целью преодоления некоторых ограничений формата EDF (англ. European Data Format) и для замены различных форматов узкого назначения (например, отдельно для электрокардиограмм и отдельно для электроэнцефалограмм). Первоначальная спецификация имеет двоичный заголовок и использует таблицу событий — то есть позволяет размечать данные внутри файла. Обновлённая спецификация вышла в 2011 году, в ней были добавлены поля для дополнительных сведений о субъекте (такие как пол, возраст), а также возможность хранения метаданных по каждому измерению (например, частоту семплирования, настройки фильтров).
GDF часто используется в проектах и исследованиях, посвящённых разработке нейрокомпьютерных интерфейсов; поскольку обеспечивает расширенный набор функций по сравнению с другими стандартами, имеет потенциал широкого применения в биоинформатике.
Основное ограничение — двоичный формат хранения, что усложняет обработку и требует специализированных библиотек, из-за этого ограничения в качестве альтернативы предложен формат XDF (англ. Extensible Data Format) на основе XML.